# Missing: The Other Side
Missing: The Other Side (Hangul: 미씽: 그들이 있었다; RR: Shibshiilban), es una serie de televisión surcoreana transmitida del 29 de agosto de 2020 hasta el 11 de octubre de 2020 a través de OCN.
En abril de 2021 se anunció que la serie tendría una segunda temporada.

## Sinopsis[4]
Duon, es un misterioso pueblo que retiene los espíritus de las personas desaparecidas y fallecidas. Pronto un grupo de personas se unirán y comenzarán una búsqueda para encontrar los cuerpos perdidos y descubrir la verdad detrás de sus desapariciones.
Kim Wook, es un atractivo hombre excelente con sus palabras, las cuales usa para ganarse la vida cometiendo fraude. Un día, cuando llega al pueblo de Duon, se enfrenta con numerosos misterios.
Cuando conoce a Jang Pan-seok, un hombre misterioso que en secreto busca a las personas desaparecidas, descubre que él es la única conexión entre el pueblo y el mundo exterior. Pronto ambos comienzan a trabajar juntos para resolver los casos.
Mientras tanto, Lee Jong-ah es una mujer que a pesar de ser socia de Kim Wook y trabajar como un hacker de cuello blanco para ganar justicia social, también trabaja como una funcionaría pública de rango legal en un centro comunitario.
A ellos se les une, Shin Joon-ho, un detective de élite cuya prometida Choi Yeo-na, desaparece un mes antes de su boda, por lo que decide unirse al escuadrón de personas desaparecidas para encontrarla.

## Reparto[8]

### Personajes principales[9][10]
| Actor         | Personaje         | Nº de episodios | Notas |
| ------------- | ----------------- | --------------- | --- |
| Go Soo        | Kim Wook          | 12              | Es un atractivo estafador que puede salir de cualquier problema hablando, y que utiliza sus habilidades para ayudar a las personas necesitadas que están indefensas. |
| Heo Joon-ho   | Jang Pan-seok     | 12              | [ 12 ] |
| Ahn So-hee    | Lee Jong-ah       | 12              | Es una funcionaria de nivel nueve en un centro comunitario, También es una hacker que asiste a Kim Wook.                                                             |
| Ha Joon       | Det. Shin Joon-ho | 12              | [ 14 ] |
| Seo Eun-soo   | Choi Yeo-na       | 12              | Es una joven que desaparece misteriosamente un mes antes de su boda con el detective Shin Joon-ho y termina en el misterioso pueblo de Duon.                         |
| Song Geon-hee | Thomas Cha        | 12              | Es el dueño del café "Hawaii" en el misterioso pueblo de Duon, también es una persona importante en el pueblo con un carácter único.                                 |

### Personajes secundarios
| Actor           | Personaje     | Episodios donde apareció | Notas                          |
| --------------- | ------------- | ------------------------ | ------------------------------ |
| Kang Mal-geum   | Kim Hyun-mi   | -                        | Es una aldeana.                |
| Lee Joo-won     | Park Young-ho | -                        | Es un aldeano.                 |
| Lee Joo-myung   | Jang-mi       | -                        | Es una aldeana.                |
| Ahn Dong-yeob   | Park Bum-soo  | -                        | Es un aldeano.                 |
| Park Hye-jin    | Choi Mi-ja    | -                        | Es una aldeana.                |
| Ko Dong-ha      | Kim Joon-soo  | -                        | Es un joven aldeano.           |
| Jang Kyug-su    | Det. Bok      | -                        | Es un detective de la policía. |
| Ji Dae-han      | Baek Il-doo   | -                        | Es un oficial de la policía.   |
| Kim Jae-cheol   | -             | -                        | Es un detective.               |
| Jung Young-sook | Han Yeo-hee   | -                        |                                |
| Lee Yoon-jae    | Lee Dong-min  | -                        |                                |

### Otros personajes
| Actor         | Personaje       | Episodios donde apareció | Notas                                                        |
| ------------- | --------------- | ------------------------ | ------------------------------------------------------------ |
| Kim Sang-bo   | Kang Myung-jin  | 2, 4-5, 10-12            |                                                              |
| Lee Ki-chan   | Park Byeong-eun | 1                        |                                                              |
| Heo Dong-won  | Park Bong-pal   | 1                        |                                                              |
| Im Yong-soon  | -               | 1                        | Es el guardia de seguridad del apartamento.                  |
| Ok Joo-ri     | -               | 1                        | Es la dueña del puesto en el mercado.                        |
| Seo Hee       | -               | 1                        | Es la recepcionista del hospital.                            |
| Jang Sun-yool | Seo Ha-neul     | 1-2                      |                                                              |
| Hong Yun-jae  | Ahn Jin-ho      | 1-2                      |                                                              |
| Yoo Il-han    | -               | 1, 3                     | Es un criminal de la pandilla                                |
| Kim Nak-kyun  | Mr. Wang        | 1, 3, 9                  | Es un criminal de la pandilla.                               |
| Park Jung-eon | Dr. Yang        | 2                        | Es una doctora.                                              |
| Kang Tae-ju   | Kang Dae-sung   | 3                        |                                                              |
| Han Dae-gwan  | -               | 3                        | Es un hombre enojado con el centro de servicio del distrito. |
| Heo Nam-jun   | Go Bong-hwan    | 4                        | [ 21 ]                                                       |
| Moon Yoo-kang | Kim Nam-guk     | -                        |                                                              |
| Park Noh-shik | Hwang Du-cheol  | -                        | Es un estafador.                                             |
| Song Duk-ho   | Jo Jung-sik     |                          | 2.ª temporada.                                               |
| Kim Dong-hwi  | Oh Il-yong      |                          | 2.ª temporada.                                               |

### Apariciones especiales
| Actor           | Personaje    | Episodios donde apareció | Notas |
| --------------- | ------------ | ------------------------ | ----- |
| Hong Seok-cheon | Mr. Hong     | 9                        |       |
| Go Yoon         | Jung Ji-hoon | 14                       |       |

## Episodios[25]
La serie está conformada por 12 episodios, los cuales fueron emitidos todos los sábados y domingos a las 22:50 (KST).

### Ratings
Los números en color rojo indican las calificaciones más bajas, mientras que los números en azul indican las calificaciones más altas.
| N.º      | Fecha de emisión         | Participación promedio de audiencia (AGB Nielsen) | Participación promedio de audiencia (AGB Nielsen) |
| N.º      | Fecha de emisión         | Nacional                                          | Seúl                                              |
| -------- | ------------------------ | ------------------------------------------------- | ------------------------------------------------- |
| 1        | 29 de agosto de 2020     | 1.657%                                            | N/A                                               |
| 2        | 30 de agosto de 2020     | 2.510%                                            | 2.623%                                            |
| 3        | 5 de septiembre de 2020  | 3.003%                                            | 3.573%                                            |
| 4        | 6 de septiembre de 2020  | 3.490%                                            | 3.616%                                            |
| 5        | 12 de septiembre de 2020 | 3.290%                                            | 3.683%                                            |
| 6        | 13 de septiembre de 2020 | 3.757%                                            | 3.866%                                            |
| 7        | 26 de septiembre de 2020 | 2.992%                                            | 2.890%                                            |
| 8        | 27 de septiembre de 2020 | 3.847%                                            | 3.852%                                            |
| 9        | 3 de octubre de 2020     | 3.153%                                            | 3.241%                                            |
| 10       | 4 de octubre de 2020     | 3.525%                                            | 3.483%                                            |
| 11       | 10 de octubre de 2020    | 3.403%                                            | 3.831%                                            |
| 12       | 11 de octubre de 2020    | 4.811%                                            | 4.508%                                            |
| Promedio | Promedio                 | 3.287%                                            | %                                                 |

## Producción
La serie también es conocida como "Missing: They Were There".
La serie fue dirigida por Min Yeon-hong, quien contó con el apoyo de los escritores Ban Ki-ri y Jung So-young (정소영).
La primera lectura del guion fue realizada el 1 de julio del 2020.
La serie fue emitida a través del canal de televisión surcoreano OCN y contó con el apoyo de la compañía de producción "MAYS Entertainment".
El 24 de agosto del mismo año, Kim Young-gyu, gerente de producción de Studio Dragon, anunció que había ordenado que todos los dramas programados para filmar entre el 24 al 31 de agosto debían detener sus producciones para proteger a los actores y personales, debido a la rápida propagación de la pandemia de COVID-19. Por medio de un comunicado emitido por la CJ ENM el 22 de agosto del mismo año, los dramas producidos por Studio Dragon que tenían la posibilidad de ser reprogramados debido a la interrupción de la filmación incluían "Flower of Evil" y "Missing: The Other Side".
En abril de 2021 los productores de la serie anunciaron que el drama tendría una segunda temporada y que actualmente se encontraban en medio de los preparativos para la nueva temporada, sin embargo, la dirección de la historia y el reparto aún no se habían definido.